# Euryglossinae
Euryglossinae (лат.) — подсемейство пчёл из семейства Colletidae. Эндемики Австралии. Около 400 видов.

## Описание
Мелкие и средние пчёлы (от 2 до 15 мм). Окраска от чёрной до полностью жёлтой. Переднее крыло с двумя субмаргинальными ячейками (вторая меньше или намного меньше первой) или только с одной, внешние жилки полные или отсутствуют; скопа у самок отсутствует; препигидиальные фимбрии отсутствуют; пигидиальная пластинка у самки есть, но узкая, параллельносторонняя, иногда лопатчатая или шиповидная; базитибиальная пластинка самки частично определяется рядом бугорков или только одним бугорком на вершине; брюшко с продольной срединной бороздкой на первом тергите Т1; прементум самки лишен колючего участка, ограниченного латерально килями.
Подсемейство включает в себя одиночных, в основном гнездящихся на земле роющих пчел, но некоторые виды прогрызают свои гнезда в трухлявой древесине, в то время как другие выработали жилищные привычки, используя освободившиеся галереи древогрызущих насекомых. Известно, что по крайней мере один вид гнездится в термитниках. Большинство эвриглоссин являются специализированными опылителями миртовых растений (Eucalyptus, Leptospermum, Melaleuca и другие Myrtaceae), и сотни особей часто можно встретить вокруг одиночных цветущих деревьев Angophora и Eucalyptus. Цветочная специализация достигает своего предела у некоторых видов Euhesma, которые посещают цветы только одного вида растений и имеют видоизменения ротовых органов, характерные для различных представителей этого рода. Специализация на цветках, отличных от цветков Myrtaceae, в основном ограничивается видами Euhesma и Mellitosmithia.
Среди представителей подсемейства Euryglossinae наблюдаются разные способы гнездования. Виды родов Euryglossa, Euhesma, Euryglossula, Xanthesma, Brachyhesma делают гнёзда в почве, в то время как виды родов Pachyprosopsis и Euryglossina гнездятся в древесине.

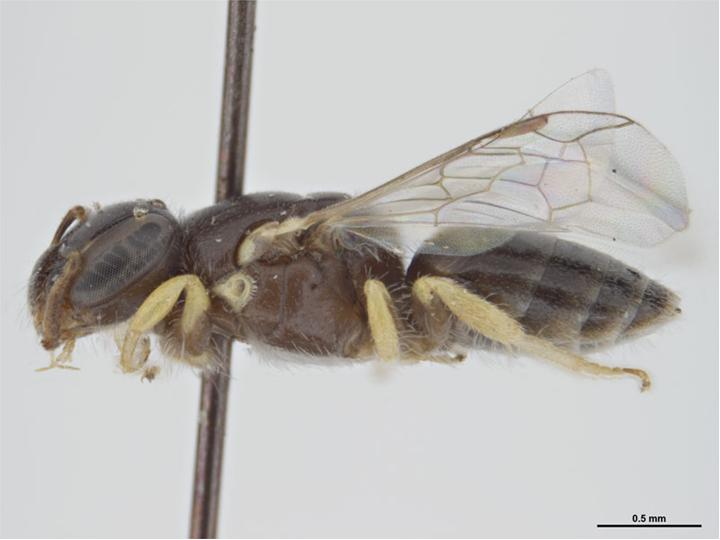
Euryglossula carnarvonensis, самка
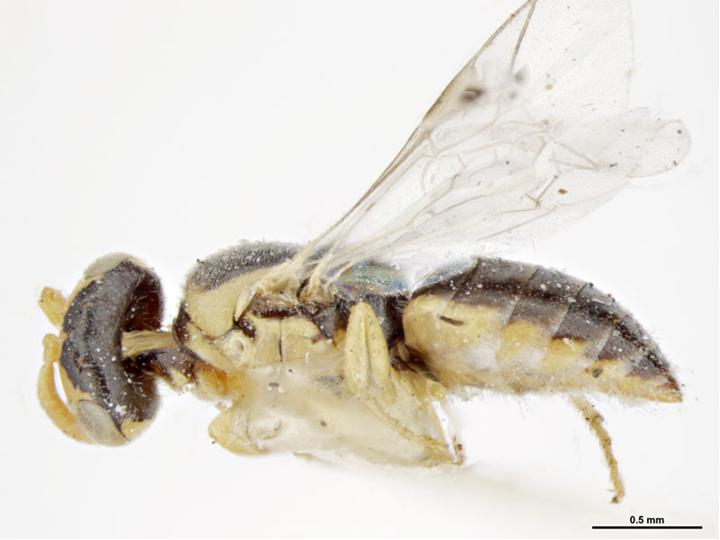
E. carnarvonensis, самец
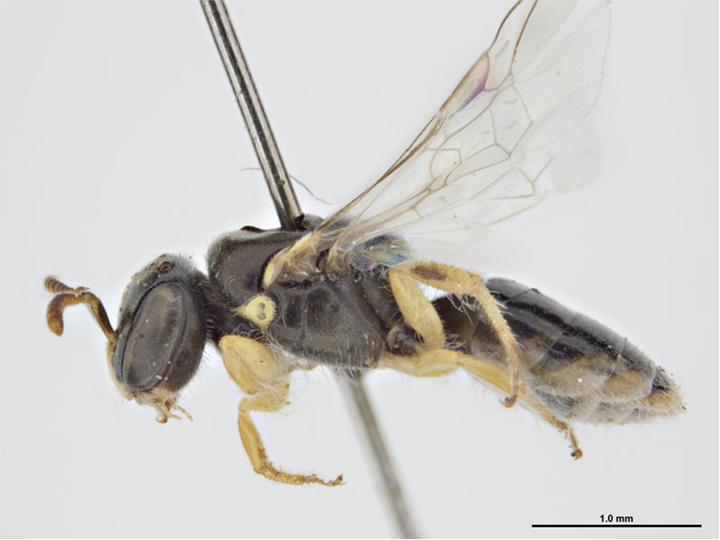
E. chalcosoma, самка
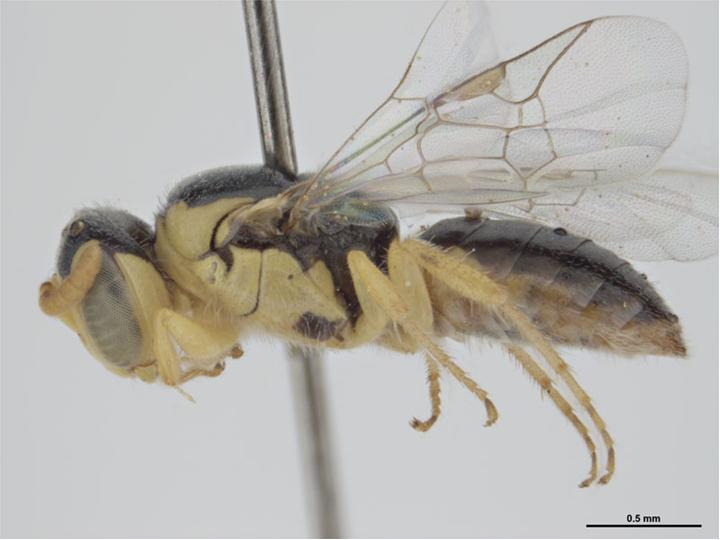
E. chalcosoma, самец
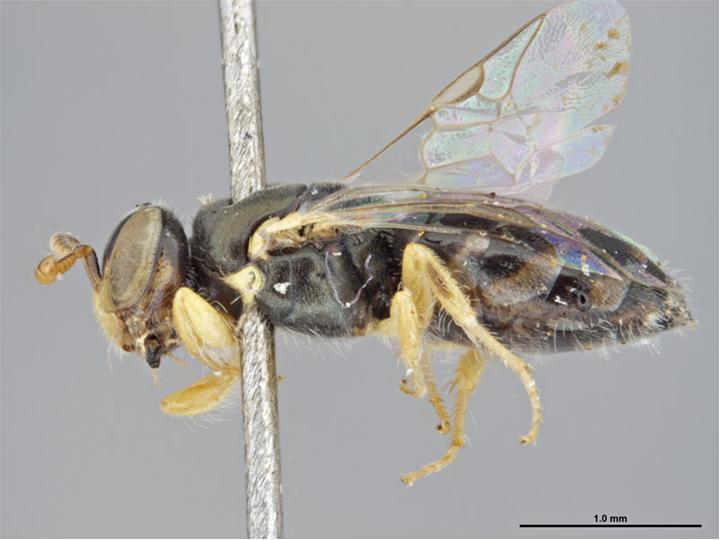
E. deserti, самка
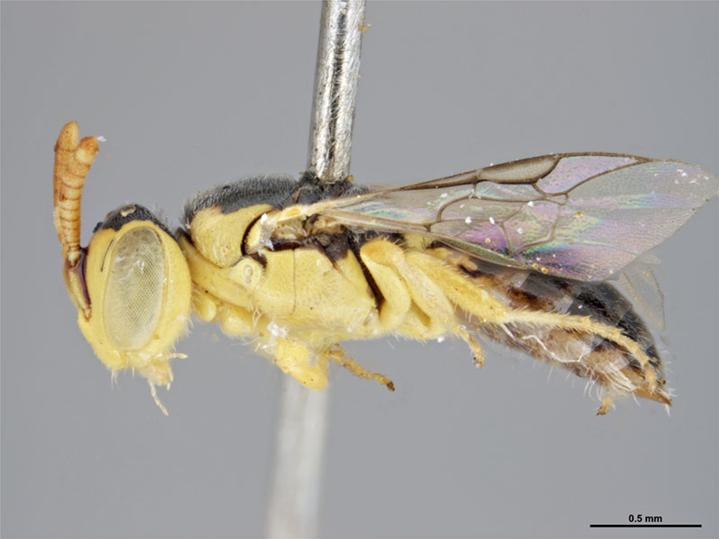
E. deserti, самец

## Распространение
Встречаются в Австралии (включая Тасманию).

## Классификация
В мировой фауне около 400 видов и 15 родов. Относится к подсемейству Colletidae. Среди крупнейших родов: Euhesma (85), Euryglossina (71), Xanthesma (48), Brachyhesma (41).
- Brachyhesma Michener, 1965
- Callohesma Michener, 1965
- Dasyhesma Michener, 1965
- Euhesma Michener, 1965
- Euryglossa Smith, 1853
- Euryglossina Cockerell, 1910
- Euryglossula Michener, 1965
- Heterohesma Michener, 1965
- Hyphesma Michener, 1965
- Melittosmithia Schulz, 1906
- Pachyprosopis Perkins, 1908
- Sericogaster Westwood, 1835 (1 вид Sericogaster fasciata Westwood, 1835)
- Stenohesma Michener, 1965 (1 вид Stenohesma nomadiformis Michener, 1965)
- Tumidihesma Exley, 1996
- Xanthesma Michener, 1965